# IC 3665
IC 3665 је галаксија у сазвјежђу Дјевица која се налази на листи објеката дубоког неба у Индекс каталогу.
Деклинација објекта је + 11° 29' 17" а ректасцензија 12h 41m 46,6s. Привидна величина (магнитуда) објекта IC 3665 износи 14,3 а фотографска магнитуда 14,9. IC 3665 је још познат и под ознакама UGC 7855, MCG 2-32-180, CGCG 70-220, VCC 1890, PGC 42598.